# Maserati Spyder
Maserati Spyder je luksuzni sportski roadster kojeg od 2002. godine proizvodi i prodaje marka Maserati.
Spyder je otvorena izvedba modela Maserati Coupé, a s njim dijeli dizajn, mjenjače i 4.2-litreni V8 motor s 390 KS. Osim po sklopivom platnenom krovu Spyder se od Coupéa razlikuje i po tome što ima samo dva umjesto četiri sjedala. 
2004. Spyder je kao i Coupé bio dostupan u posebnoj izvedbi kojom se slavila devedeseta godišnjica tvrtke, ali se za razliku od njega ne može kupiti u izvedbi Gran Sport s jačim motorom.